# Bahman (ort i Fars)
Bahman (persiska: بهمن) är en ort i Iran.   Den ligger i provinsen Fars, i den centrala delen av landet, 500 km söder om huvudstaden Teheran. Bahman ligger 2 142 meter över havet och antalet invånare är 6 484.
Terrängen runt Bahman är kuperad västerut, men österut är den platt.Runt Bahman är det ganska glesbefolkat, med 25 invånare per kvadratkilometer. Närmaste större samhälle är Ābādeh, 16,3 km öster om Bahman. Omgivningarna runt Bahman är i huvudsak ett öppet busklandskap.